# Begreppshistoria
Begreppshistoria är en humanistisk forskningsdisciplin som utvecklats i Tyskland. Grundtanken är att begrepp återanvänds i olika sammanhang och genomgår betydelseglidningar och skiftningar som ger djup åt begreppet. Bland annat har Hans-Georg Gadamer utvecklat detta tema i sin essä Begriffsgeschichte als Philosophie som publicerades i Archiv für Begriffsgeschichte, 1971. Den förste att använda termen Begriffsgeschichte anses vara Friedrich Hegel. Begreppshistoria betecknar en gren inom historie- och kulturvetenskaperna av humaniora, som ägnar sig åt begreppens historiska semantik. Därvid betraktas begreppens uppkomst och betydelseförändringar som grundläggande för dagens kultur-, begrepps- och språkförståelse. Begreppshistoria fick ett uppsving under 1900-talet genom utgivningen av  Historischen Wörterbuch der Philosophie, Geschichtlichen Grundbegriffe och tidskriften Archiv für Begriffsgeschichte. Filosofen Joachim Ritter, historikern Reinhard Koselleck och sociologen Erich Rothacker är betydande företrädare för ämnet. 
Begreppshistoria används även som beteckning för en begreppshistorisk utredning. Jämför rubriken i artikeln sexism.